# Binghamton (New York)
Binghamton je grad u američkoj saveznoj državi New York. Prema popisu stanovništva iz 2010. u njemu je živjelo 47.376 stanovnika.